# 吉田・エヴァーツ条約
吉田・エヴァーツ条約（よしだ・エヴァーツじょうやく）とは、1875年7月25日にワシントンD.C.において、吉田清成駐米公使とウィリアム・マクスウェル・エヴァーツ国務長官の間で締結された条約。翌年4月8日に批准書交換が行われたが、発効されなかった。正式名称は「日本国合衆国間現存条約中或箇条ヲ改定シ且両国ノ通商ヲ増進スル為ノ約書」。
外務卿寺島宗則は、関税自主権の回復を最優先課題として条約改正を進めてきた。アメリカは日本との関係強化のために関税自主権の回復であれば応じる用意があるとして外交交渉が行われて成立したものである。全10条から構成され、関税自主権の承認と輸出税の廃止の代わりに日本は引き続き領事裁判権を認めて下関港など2港（残り1港は未決定）を開港地とすることを約した。ただし、第10条において、批准しても他の国々がこの規定を認めなければ発効しないと言う条件が付けられていた。
ところが、イギリス・フランス・ドイツの3ヶ国がこの条約に反対して条約改正に応じず、また日本国内でもイギリス商人によるアヘン密輸事件発覚で、治外法権の解消を優先すべきとする意見が高まった。こうした圧力に押された寺島は1879年9月10日に辞表を提出し、この条約は発効されずに終わった。